# Federico Aníbal Juan Marín
Federico Aníbal Juan Marín (San Justo, Buenos Aires, 2 de mayo de 1982) es un baloncestista argentino con ascendencia italiana que se desempeña como alero en Estudiantes de Olavarría del Torneo Pre-Federal de Básquetbol de Argentina.

## Trayectoria

### Clubes
| Club                     | País      | Año             |
| ------------------------ | --------- | --------------- |
| Estudiantes de Olavarría | Argentina | 1998 - 2002     |
| Pallacanestro Varese     | Italia    | 2002 - 2003     |
| Aironi Novara            | Italia    | 2004            |
| Pallacanestro Varese     | Italia    | 2004 - 2005     |
| Estudiantes de Olavarría | Argentina | 2005 - 2006     |
| Belgrano de San Nicolás  | Argentina | 2006 - 2007     |
| Quilmes de Mar del Plata | Argentina | 2007            |
| Bodega Radio             | Guatemala | 2007            |
| Argentino de Junín       | Argentina | 2007 - 2008     |
| Independiente de Neuquén | Argentina | 2008 - 2009     |
| Quimsa                   | Argentina | 2009 - 2011     |
| La Unión de Formosa      | Argentina | 2011 - 2013     |
| Quilmes de Mar del Plata | Argentina | 2013 - 2015     |
| Estudiantes de Concordia | Argentina | 2015 - 2017     |
| La Unión de Formosa      | Argentina | 2017 - 2019     |
| Ferro                    | Argentina | 2019 - 2020     |
| La Unión de Formosa      | Argentina | 2020 - 2021     |
| Hebraica                 | Uruguay   | 2021            |
| Peñarol de Mar del Plata | Argentina | 2021 - 2022     |
| San Lorenzo              | Argentina | 2022 - 2024     |
| Estudiantes de Olavarría | Argentina | 2024            |
| Peñarol de Mar del Plata | Argentina | 2024 - 2025     |
| Estudiantes de Olavarría | Argentina | 2025 - Presente |

## Selección nacional
Marín representó a su país en torneos internacionales de las categorías juveniles como el Campeonato Sudamericano de Baloncesto Junior de 2000. 

## Palmarés

### Clubes
- Liga Nacional de Básquet (2000, 2001).
- Campeonato Panamericano de Clubes (2000).
- Liga Sudamericana de Clubes (2001).
- Torneo Top 4 (2002).
- Copa Argentina de Básquet (2009).

### Consideraciones personales
- Juego de las Estrellas de la LNB 2009.